# Borodinovka
Borodinovka, dnes Kayrakty, je bývalá česká vesnice Aktobské oblasti v Kazachstánu, kterou založili v roce 1911 čeští osadníci. Rozprostírá se v kazašské stepi, severozápadně od hlavního města oblasti Aktobe. V roce 2000 byla Borodinovka přejmenována na Kayrakty.

## Historie
Vesnice byla založena v roce 1911 českými osadníky, kteří přicházeli do Ruska ve druhé polovině 19. století a ve 20. letech 20. století. Původní osadníky zvala již Kateřina II. za účelem osídlení a rozvoje zemědělství v této oblasti. V období před vypuknutím druhé světové války se tito osadníci stávali pro tehdejší vládu Sovětského svazu nedůvěryhodní a byli hromadně přesídlováni do oblastí pohoří Uralu, kde byla založena typicky česká vesnice s návsí, sadem a školou. Osadníci po celou dobu existence obce dodržovali české zvyky a obyčeje. Po rozdělení Sovětského svazu se postavení české menšiny v této oblasti zhoršilo, proto v letech 1994-2001 využilo 200 rodin českého původu společného programu Ministerstva vnitra České republiky a společnosti Člověk v tísni, který jim umožnil návrat do Česka.

## Osobnosti
- Vladimír Chalupník (1923-1991), český voják, zemřel v Třebíči